# Katell Quillévéré
Katell Quillévéré, née le 30 janvier 1980 à Abidjan, est une réalisatrice, scénariste et chef costumière française.
Elle est avec Sébastien Bailly à l'origine de la création du festival du cinéma de Brive.

## Biographie
Fille d'un informaticien et d'une enseignante en sciences physiques, elle naît et grandit jusqu'à ses cinq ans en Côte d'Ivoire. Elle reçoit une éducation bretonne avec ses parents et ses grands-parents, issus d'une famille du Finistère,,.
Sa famille revient ensuite s'installer en région parisienne. Après le lycée Fénelon, elle continue ses études, en optant pour les carrières du cinéma : n'ayant pas été admise à La Fémis, elle choisit d'effectuer un DEA de cinéma à l'université Paris-VIII et une licence de philosophie,. Sur les bancs de l'université, elle fait la connaissance du futur réalisateur Hélier Cisterne, avec qui elle vit depuis en couple.
Elle est ensuite avec Sébastien Bailly à l'origine de la création du festival du cinéma de Brive, consacré au moyen métrage, et réalise plusieurs courts métrages. Le premier, À bras le corps, diffusé en 2005, est sélectionné pour la Quinzaine des réalisateurs et pour les César du cinéma. Puis suivent L'Imprudence en 2007 et L’Échappée en 2009.
Son premier long métrage, Un poison violent, est situé en Bretagne. Consacré aux thèmes de l'adolescence, des émois amoureux et de la religion catholique, il revient sur la rupture avec cette foi catholique, élément important de son milieu familial. Le film reçoit le prix Jean-Vigo. Son deuxième long métrage, Suzanne, met en scène l'histoire d'une jeune femme sans histoires qui tombe amoureuse d'un délinquant jusqu'à devenir elle-même hors-la-loi. Sélectionné au festival de Cannes 2013, il y est bien accueilli.

## Filmographie

### Réalisatrice
- 2005 : À bras le corps (court métrage)
- 2007 : L'Imprudence (court métrage)
- 2009 : L'Échappée (court métrage)
- 2010 : Un poison violent
- 2013 : Suzanne
- 2016 : Réparer les vivants
- 2022 : Le Monde de demain (mini-série), coréalisée avec Hélier Cisterne
- 2023 : Le Temps d'aimer

### Scénariste
- 2005 : À bras le corps (court métrage)
- 2007 : L'Imprudence (court métrage)
- 2009 : L'Échappée (court métrage)
- 2003 : Dehors (court métrage) d'Hélier Cisterne
- 2010 : Un poison violent
- 2013 : Vandal d'Hélier Cisterne
- 2013 : Suzanne
- 2016 : Réparer les vivants
- 2022 : De nos frères blessés d'Hélier Cisterne
- 2022 : Le Monde de demain (mini-série), coréalisée avec Hélier Cisterne
- 2023 : Le Temps d'aimer

### Autres
- 2003 : Dehors (court métrage) d'Hélier Cisterne - deuxième assistante réalisatrice
- 2006 : Les Deux Vies du serpent (court métrage) d'Hélier Cisterne - deuxième assistante réalisatrice et chef costumière

## Décoration
- Chevalier de l'ordre des Arts et des Lettres (17 juillet 2015)

## Distinctions

### Prix
- Prix Jean-Vigo 2010 pour Un poison violent
- Valois de diamant au Festival du film francophone d'Angoulême 2023 pour Le Temps d'aimer

### Nominations
- Globe de cristal 2014 : nomination pour le Globe du meilleur film pour Suzanne
- César 2014 : nomination  du meilleur scénario original pour Suzanne

### Autre
- 2008 : lauréate de la Fondation Gan pour le cinéma pour le long métrage Un poison violent[7]